# Euploea phane
Euploea phane är en fjärilsart som beskrevs av William Doherty 1891. Euploea phane ingår i släktet Euploea och familjen praktfjärilar. Inga underarter finns listade i Catalogue of Life.